# سالک (بیماری)
سالَک یا لیشمانیوز پوستی (به انگلیسی: Cutaneous leishmaniasis)، شایع‌ترین نوع بیماری پوستی لیشمانیاز است که بر اثر گزش جنس ماده نوعی پشه خاکی به انسان منتقل می‌شود. این بیماری واگیر دار است و عامل این بیماری انگلی به نام لیشمانیا است.
سالک در کشورهای گرمسیری از جمله چین، سوریه، عربستان سعودی، عراق، ایران، فلسطین، قفقاز و جنوب‌شرقی روسیه، پاکستان، افغانستان و هند شایع است. سالانه ۱۹ هزار مورد ابتلا به سالک در ایران ثبت می‌شود که سه هزار مورد آن مربوط به استان فارس است. البته در بعضی از مواقع دو جوش در کنار هم می‌آیند و به اشتباه با بیماری سالک اشتباه گرفته می‌شود.

## انواع
سالک یک بیماری پوستی طولانی مدت است که عامل آن نوعی آغازیان است و ناقل ان پشهٔ خاکی است که گاهی همراه بادرد (خود زخم) است که به دو شکل زیر وجود دارد:

### نوع شهری یا سالک خشک
درسالحدود ۲ تا ۸ ماه پس از گزش، ورم سرخ رنگ و بدون درد در محل گزش پیدا شده و کم‌کم بزرگ و زخمی می‌شود. اندازه زخم چند میلی‌متر تا چند سانتی‌متر می‌باشد که معمولاً در مناطق باز بدن مانند صورت، دست و پا دیده می‌شود. ضایعه به آهستگی و طی مدت ۶ ماه تا یک سال بهبود می‌یابد که درصورت عدم درمان مناسب، در محل زخم یک جوشگاه فرورفته و دائمی باقی می‌ماند که به زیبایی لطمه می‌زند. مخزن بیماری در نوع شهری انسان است و سگ نیز به‌طور اتفاقی مبتلا و می‌تواند به عنوان مخزن عمل نماید.

### نوع روستایی یا سالک مرطوب
چند هفته پس از گزش پشه (بسته به تعداد محل گزش) زخم‌های متعددی در نقاط باز بدن که مورد گزش قرار گرفته‌اند پیدا می‌شود. ضایعات معمولاً ترشح دار و مرطوب هستند و معمولاً پس از ۶–۴ ماه بهبود می‌یابند و از خود جوشگاه آثار پوستی پایدار و نامناسبی به جا می‌گذارند. مخزن اصلی بیماری سالک روستایی برخی انواع جوندگان هستند که مهم‌ترین آنان در ایران جربیل بزرگ (رومبومیس اوپیموس) است. جوندگان دیگری نیز به عنوان مخزن لیشمانیوز جلدی نوع روستایی در ایران مورد بررسی و تأیید قرار گرفته‌اند که از آن جمله جرد لیبیایی (مریونس لیبیکوس) در شهرستان نطنز استان اصفهان، جرد صحرایی هندی (مریونس هوریانه) در سیستان و بلوچستان و جربیل هندی (تاترا ایندیکا) در خوزستان را می‌توان نام برد. به تازگی نیز در شرق استان اصفهان منطقه ورزنه بعلت خشکی تالاب گاوخونی و خشکی زاینده رود ابتلا به این بیماری رو به افزایش است.
انگل لیشمانیوز در فرم آماسیتگوت در بدن میزبان مهره دار مثل انسان و حیوان قرار دارد و اغلب در داخل ماکروفاژها یعنی سلول‌های بیگانه خوار زندگی می‌کند. پشه خاکی جنس ماده خونخوار است و با مکیدن خون این انگل را می‌بلعد و سپس با نیش زدن پشه خاکی ماده آلوده این انگل به انسان یا حیوان سالم منتقل شده و باعث بروز زخم سالک می‌گردد.

## روش‌های پیشگیری
- هنگام خوابیدن در فضای آزاد از پشه بند استفاده شود.
- روی درها و پنجره‌های ورودی تورهای بسیار ریز نصب شود.
- از نگهداری دام و طیور در منازل خودداری شود.
- از انباشتن و ریختن خاکروبه و نخالهٔ ساختمانی زباله و کودهای حیوانی در مناطق مسکونی اجتناب شود.
- بهسازی محیط و ترمیم محل استراحت و رشد و تکثیر پشه (شکاف دیوارها) به‌طور دقیق و صحیح صورت پذیرد.
- از رها شدن فاضلاب‌ها در گذرگاه‌ها خودداری گردد.
- گردآوری و درمان سگ‌های ولگرد و مبارزه با جوندگان به روش صحیح.

## مدت درمان
برای درمان آن فریز کردن ویاتزریق آمپول گلوکانتین توصیه می‌شود. در مواجهه با این بیماری اخیراً تحقیقات کاملتری توسط پزشکان صورت گرفته‌است و در صورتی که به موقع نسبت به درمان آن اقدام شود ظرف مدت ۲ الی ۳ هفته بهبودی حاصل خواهد شد البته نکته مورد توجه در درمان این بیماری پرتوزوآیی جلوگیری از انتقال آن به دیگر نواحی بدن است.
اخیراً داروسازان ایرانی موفق به ساخت نوعی پماد به نام سینا آمفولیش توسط شرکت داروسازی اکسیر نانو سینا شده‌اند.